# Peroguarda
Peroguarda is een plaats (freguesia) in de Portugese gemeente Ferreira do Alentejo en telt 400 inwoners (2001).